# Paul de Lagarde

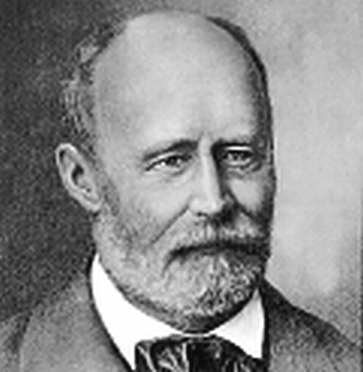
Paul de Lagarde

Paul Anton de Lagarde, ursprünglich Paul Anton Bötticher (* 2. November 1827 in Berlin, Königreich Preußen; † 22. Dezember 1891 in Göttingen), war als evangelischer Theologe, Kulturphilosoph und Orientalist einer der prägenden deutschen Antisemiten des 19. Jahrhunderts.
Seine wissenschaftliche Ambition richtete sich früh auf die Erschließung der Septuaginta nach der historisch-kritischen Methode und das Verfassen religionswissenschaftlicher Aufsätze, doch blieb die Anerkennung in Gelehrtenkreisen trotz zahlreicher Anstrengungen aus. 1853 hielt er die Rede Konservativ? und Über die gegenwärtigen Aufgaben der deutschen Politik, worin er sich vom monarchistischen Konservatismus verabschiedete und eine deutsche Nation, die Expansion des Reiches, Binnenkolonisation wie eine Assimilation oder Vertreibung der Juden vertrat. Seine Berufung 1869 auf den Lehrstuhl für orientalische Sprachen verhalf ihm zur notwendigen Reputation, um seine kulturkritischen Traktate außerhalb der Universität an breite Leserschichten zu adressieren. In seiner Reaktion auf die sozialen und politischen Umwälzungen Mitte des 19. Jahrhunderts griff er Partei gegen Neuerungen im Bildungswesen, forderte aufgrund des Bedeutungsverlustes traditioneller Religiosität eine nationale Religion und stellte sich im Verlauf der Reichseinigung entschieden gegen den gesellschaftlichen Wandel, darunter die Frauenbewegung. In seinen politischen Ansichten war er Vertreter des „modernen Antisemitismus“, welchen er vorrangig kulturell begründete.
De Lagarde gilt als eine der bedeutendsten Figuren der Völkischen Bewegung und Urheber zahlreicher Ideologeme. Als Theoretiker des radikalen Konservatismus wirkte er durch sein Eintreten für eine nationale Religion statt eines Konservatismus monarchistischer Prägung, der Überwindung von Klassengegensätzen, Konfessionen und Bildungsgegensätze in einem Volkskörper wie der Vorstellung vom verborgenen Deutschland, einem utopischen Deutschland-Ideal, welches Immanenz und Transzendenz aufheben sollte, auf Völkische, Jungkonservative und den Nationalsozialismus.

## Leben

### Herkunft
De Lagarde war der Sohn des Pädagogen und Theologen Johann Friedrich Wilhelm Bötticher und dessen Ehefrau Luise Klebe. Die Mutter starb noch im Jahr seiner Geburt. 1831 heiratete der Vater Pauline Seegert. Als 1854 auch seine Stiefmutter starb, ließ sich de Lagarde von seiner Großtante mütterlicherseits, Ernestine de Lagarde, adoptieren.

### Ausbildung
De Lagardes schulische Ausbildung erfolgte am Friedrich-Wilhelm-Gymnasium in Berlin, ab 1844 studierte er evangelische Theologie bei den Professoren Ernst Wilhelm Hengstenberg und August Neander sowie Orientalistik bei Friedrich Rückert. Im Wintersemester 1844/45 belegte er zusammen mit Max Müller bei Rückert Persisch. 1849 beendete de Lagarde sein Studium mit der Dissertation Initia chromatologiae arabicae. Er wechselte an die Universität Halle zu August Tholuck und konnte sich 1851 mit der Arbeit Arica habilitieren.

### Berufliche Tätigkeit
De Lagardes berufliche Tätigkeit war heftig umstritten. Auch unter seinen Wissenschaftskollegen war er „wegen seines antiquierten Weltbilds und mangelnden Methodenbewusstseins“ unbeliebt und hatte viele Feinde. Seine Streitsucht wurde als so notorisch eingeschätzt, dass sie in Meyers Konversations-Lexikon von 1897 thematisiert wurde.
Zunächst machten ihn seine lexikologisch-grammatischen und textkritischen Arbeiten unter den Fachkollegen durchaus positiv bekannt. Theodor Benfey bezeichnete ihn in diesem Zusammenhang als „schwarzer Husar unter den jungen Orientalisten“. Der preußische Botschafter Christian Karl Josias von Bunsen förderte ihn und vermittelte ihm für die Jahre 1852/1853 einen Studienaufenthalt in London.
1853 ging de Lagarde – wiederum mit Bunsens Unterstützung – nach Paris und machte die Bekanntschaft von Ernest Renan. Ende 1853 kehrte er nach Deutschland zurück, da er sich Hoffnung auf einen Lehrstuhl an der Universität Halle machte. Diese Hoffnungen zerschlugen sich und de Lagarde nahm eine Anstellung am Köllnischen Realgymnasium zu Berlin an. 1858 wechselte er an das Friedrichwerdersche Gymnasium in Berlin, wo er bis 1866 unterrichtete.
Während seiner Zeit als Gymnasiallehrer forschte und veröffentlichte de Lagarde; 1866 wurde ihm durch König Wilhelm I. ein dreijähriger bezahlter Forschungsurlaub gewährt. Bis 1869 ließ sich de Lagarde in Schleusingen (Provinz Sachsen) nieder. In dieser Zeit entstand eine kritische Ausgabe der griechischen Übersetzung der Genesis, für die er 1868 durch die Universität Halle mit dem Titel Dr. phil. h.c. geehrt wurde.

### Universitätsprofessur

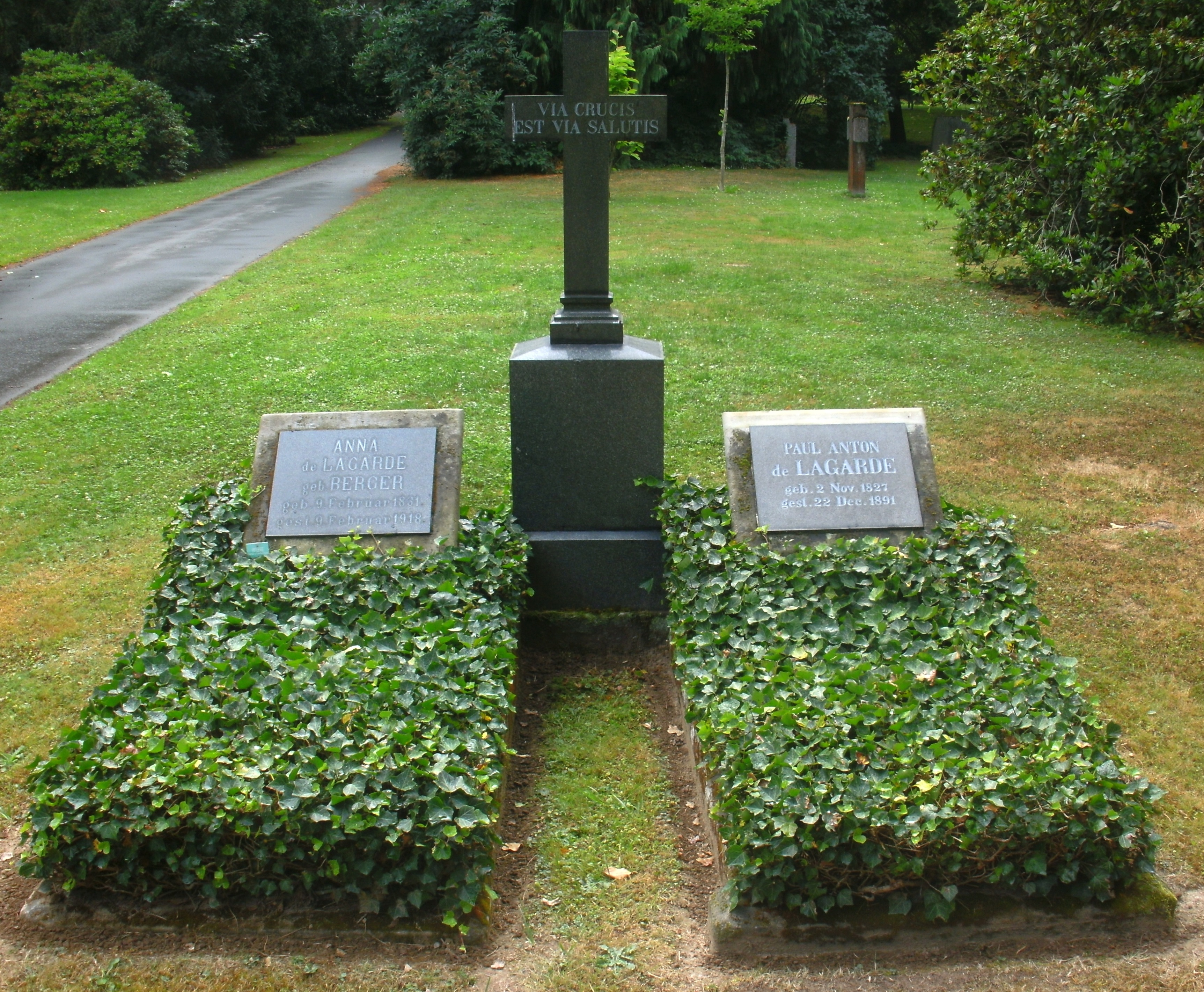
Göttingen, Stadtfriedhof: Grab Paul Anton de Lagarde

Im März 1869 wurde Lagarde als Königlicher ordentlicher Professor und Nachfolger von Heinrich Ewald an die Georg-August-Universität Göttingen berufen. Dort übernahm er den Lehrstuhl für orientalische Sprachen und wurde – nach anfänglichen Anfeindungen – als Mitglied in die Akademie der Wissenschaften zu Göttingen aufgenommen. Dort wirkte er bis zu seinem Tod, wobei sein wissenschaftliches Werk schnell hinter seinen Arbeiten zur Auseinandersetzung mit der Rolle Deutschlands zurücktrat. Als Gutachter wurden er und der Königliche außerordentliche Professor Hermann Leberecht Strack (Groß-Lichterfelde) vom Kultusminister von Goßler am 30. März 1889 mit der Begutachtung des Sexualdelikt-Falles Max Bernstein beauftragt (bereits anlässlich eines sogenannten Ritualmordfalles im ungarischen Tisza-Eslar hatte der Antisemit de Lagarde am 7. Oktober 1882 erklärt, dass das Judentum in seinen religiösen und juristischen Schriften „niemals Menschenblut für religiöse Zwecke zu verwenden verlangt habe“). Am 1. Dezember 1890 wurde der Geheime Regierungsrat als korrespondierendes Mitglied in die Russische Akademie der Wissenschaften in Sankt Petersburg aufgenommen.
de Lagarde stand im Briefwechsel mit Moritz von Egidy, Julius Langbehn, Tomáš Garrigue Masaryk, Ferdinand Tönnies und Richard Wagner. Der einzig bedeutende Schüler de Lagardes ist Alfred Rahlfs.

### Nachlass
De Lagarde erlag kurz nach Rückkehr von einer Studienreise nach Italien am 22. Dezember 1891 im Göttinger Mariahilf-Krankenhaus einem Krebsleiden. Sein Nachlass wird von der Universitätsbibliothek Göttingen betreut. Seine große Privatbibliothek, deren Katalog 1892 publiziert wurde, kaufte die New York University als Ganzes. 1897 veröffentlichte seine Witwe Anna de Lagarde eine Gesamtausgabe seiner Gedichte.

## Politische Interessen: Nationales Christentum, Imperialismus, Antisemitismus und Frauenfeindlichkeit

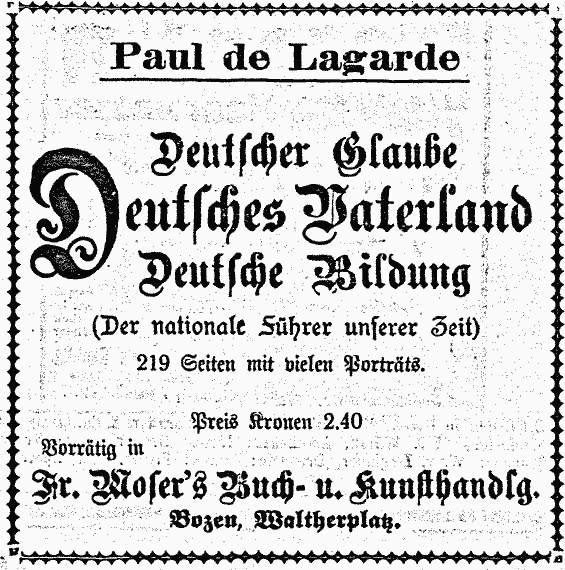
Buchannonce von de Lagardes Schriften in den Bozner Nachrichten von 1913

Parallel zu seinem wissenschaftlichen Werk versuchte er, eine deutsche Nationalreligion zu gründen, deren auffälligste Äußerungsformen ein aggressiver Antisemitismus und expansionistisches Denken waren. Denn für die geforderte Nationalreligion hielt er wenig konkret Religiöses oder gar ein Glaubensbekenntnis bereit, wie seine erste politische Schrift Über das Verhältnis des deutschen Staates zu Theologie, Kirche und Religion. Ein Versuch Nicht-Theologen zu orientieren von 1873 zeigt. Vom Staat verlangt er zunächst als dessen wichtigste Aufgabe, dass er ein Klima schaffe, in dem eine nationale Religion gedeihen könne. Die auf Gott hoffenden Menschen verpflichtet er einstweilen, in radikaler Moralität bei jeder Handlung ausschließlich zwischen „Pflicht oder Sünde“ zu unterscheiden. Denn für die Religiosität des neugeborenen Menschen selbst müsse erst noch eine Formensprache entwickelt werden. Im zweiten Teil seines 1875 erscheinenden Buches Über die gegenwärtige Lage des deutschen Reichs. Ein Bericht schließt er daran an und konkretisiert folgendermaßen:

„Deutschland ist die Gesamtheit aller deutsch empfindenden, deutsch denkenden, deutsch wollenden Deutschen: jeder Einzelne von uns ein Landesverräther, wenn er nicht in dieser Einsicht sich für die Existenz, das Glück, die Zukunft des Vaterlandes in jedem Augenblicke seines Lebens persönlich verantwortlich erachtet, jeder Einzelne ein Held und Befreier, wenn er es tut.“

Der Historiker Ulrich Sieg ordnet seine Position wie folgt ein: „Er verachtete das seiner Ansicht nach fade und halbherzige Christentum und hoffte auf eine völkisch gefärbte Religion der Zukunft.“ Bekannt war de Lagarde mit dem Gründer der antisemitischen Berliner Bewegung, Adolf Stoecker. Interesse zeigte er auch für völkisch-antisemitische Vereinigungen wie den Deutschen Volksverein von Bernhard Förster und Max Liebermann von Sonnenberg, und für die Deutschsoziale Partei von Theodor Fritsch. Diesem schickte er 1886 zur Kontaktaufnahme seine Schrift Die nächsten Pflichten deutscher Politik, als deren Kern er eine deutsche Siedlungspolitik in Osteuropa ansah. In seinen Deutschen Schriften, in denen er in den ab 1878 erfolgenden Auflagen seine bereits publizierten politischen Aufsätze zusammenstellte, finden sich zahlreiche judenfeindliche Passagen, aus denen unter anderem hervorgeht, dass er Juden als größte Barriere für die deutsche Einigung ansah, während er gleichzeitig das Konzept einer deutschen Besiedlung Südosteuropas weiterverfolgte und die dort ansässige jüdische Bevölkerung nach Palästina oder Madagaskar umzusiedeln vorschlug. Denn es gab für ihn nur die Alternative der völligen Assimilation oder Auswanderung der Juden.
In seiner Schrift „Juden und Indogermanen“ 1887 schrieb er: „Es gehört ein Herz von der Härte der Krokodilshaut dazu, um mit den armen ausgesogenen Deutschen nicht Mitleid zu empfinden und – was dasselbe ist – um die Juden nicht zu hassen, um diejenigen nicht zu hassen und zu verachten, die – aus Humanität! – diesen Juden das Wort reden oder die zu feige sind, dies Ungeziefer zu zertreten. Mit Trichinen und Bazillen wird nicht verhandelt, Trichinen und Bazillen werden auch nicht erzogen, sie werden so rasch und so gründlich wie möglich vernichtet.“ Aus diesem Grund zählt er zu den Wegbereitern des modernen Antisemitismus.
Daneben ist de Lagarde für das sich formierende deutsche imperialistische Denken von Bedeutung. Im Sinne eines Deutschen Grenzkolonialismus konzentrierte er sich dabei auf Europa und dachte nicht an den Erwerb von Kolonien in Übersee. Das kommt den später vor allem von Friedrich Ratzel entworfenen deutschen Lebensraumvorstellungen in Richtung Osteuropa nahe. 1875 hielt de Lagarde die „allmähliche Germanisierung Polens“ für das Hauptziel deutscher Politik. Da er besorgt darüber war, wie viele Deutsche bei ihrer Landsuche auswanderten, ging es ihm um einen grenznahen kolonisierenden Landerwerb für einen Bauernstand, den er als „wirkliche Grundlage des Staates“ ansah. Dieser Landerwerb zielte auf ein Mitteleuropa unter deutscher Führung, „das von der Ems- zur Donaumündung, von der Memel bis Triest, von Metz bis etwa zum Bug reicht“.
In seinem 1918 in den USA abgeschlossenen Buch Das neue Europa zählt Tomáš Garrigue Masaryk de Lagarde zu den führenden philosophischen und theologischen Wortführern des Pangermanismus, wobei er weiterhin Heinrich von Treitschke als dessen Historiker, Wilhelm II. als dessen Politiker und Friedrich Ratzel als dessen geopolitischen Geographen bezeichnet. In ihnen allen sieht er Vertreter des „deutschen Dranges nach Osten“, der die slawischen Länder imperialistisch bedroht.
Das Handbuch der Frauenbewegung von 1901 nannte Paul de Lagarde als einen der führenden Gegner der Frauenrechte. Über die Bildungsmöglichkeiten von Mädchen schrieb er: „Jedes Weib lernt wirklich nur von dem Manne, den es liebt, und es lernt dasjenige, was und soviel wie der geliebte Mann durch seine Liebe als ihn erfreuend haben will.“

## Wirkung
Während Paul de Lagarde heute mehr oder weniger vergessen ist, waren sein unmittelbares Nachleben und sein Nachruhm bis in die Zeit des Nationalsozialismus von intensiver Breitenwirkung im deutschen Bürgertum. Über den Verlag Eugen Diederichs, ab 1921 mit Erlöschen der Schutzfrist für seine Werke über die Verlage Bärenreiter (Augsburg), Langenscheidt (Berlin), den Insel Verlag, den Alfred Kröner Verlag, den Reclam-Verlag und B. G. Teubner (Leipzig), den Verlag Ferdinand Schöningh (Paderborn), besonders über Julius Friedrich Lehmann und seinen Münchener Verlag erfuhren seine kulturphilosophischen Werke, vor allem die Ideen aus den Deutschen Schriften, in Anthologien weite Verbreitung.
Zu seinen bekanntesten Lesern zählten Houston Stewart Chamberlain, der in de Lagarde einen seiner wichtigsten Gewährsmänner sah, der Vorsitzende des Alldeutschen Verbandes Heinrich Claß, Adolf Hitler, Karl Lamprecht, Julius Langbehn, Friedrich Nietzsche, Alfred Rosenberg, der von de Lagarde die Idee zum so genannten Madagaskarplan übernahm, Artur Dinter, der ihm seinen Roman Die Sünde wider die Liebe (1922) widmete, Hans Rothfels, Richard Wagner, aber auch Thomas Mann (vgl. Betrachtungen eines Unpolitischen) und Martin Buber. Anlässlich seines 50. Todestages am 22. Dezember 1941 sollen deutschlandweit 180 de Lagarde-Feiern stattgefunden haben.

## Schriften
- Initia chromatologiae arabicae (1849)
- Vergleichung der armenischen Consonanten mit denen des Sanskrit. In: Zeitschrift der Deutschen Morgenländischen Gesellschaft, Band 4. 1850. S. 347–369 (Digitalisat).
- Arica (1851)
- Konservativ? (1853)
- Über die gegenwärtigen Aufgaben der deutschen Politik (1853)
- Didascalia apostolorum syriace (1854)
- Anmerkungen zur griechischen Übersetzung der Proverbien (1863)
- Gesammelte Abhandlungen (1866)
- Genesis graece (1868)
- Über das Verhältnis des deutschen Staates zu Theologie, Kirche und Religion. Ein Versuch Nicht-Theologen zu orientieren (1873)
- Über die gegenwärtige Lage des deutschen Reichs. Ein Bericht (1875)
- Armenische Studien (1877)
- Symmicta (1.1877–2.1889)
- Semitica (1878)
- Deutsche Schriften (1878, 5. Auflage 1920, versammelt fortlaufend alle politischen Schriften)
- Orientalia (1.1879–2.1880)
- Persische Studien (1884)
- Juden und Indogermanen (1887)
- (als Herausgeber) Le opere italiane de Giordano Bruno, 2 Bände (1888)
- Übersicht über die im Aramäischen, Arabischen und Hebräischen übliche Bildung der Nomina (1.1889–2.1891)

## Postume Ausgaben
- Erinnerungen aus seinem Leben für die Freunde zusammengestellt von Anna de Lagarde. Kaestner, Göttingen 1894.
- Gedichte. Gesamtausgabe, besorgt von Anna de Lagarde. Horstmann, Göttingen 1897.
- Erinnerungen an Friedrich Rückert. Dieterich, Göttingen 1897.
- Schriften für Deutschland. Hrsg. von August Messer. Alfred Kröner Verlag, Stuttgart 1933.
- Bekenntnis zu Deutschland. Auswahl aus seinen Schriften. Hrsg. von Friedrich Daab. Diederich, Jena 1933.
- Nationale Religion. Hrsg. von Georg Dost. Diederichs, Jena 1934.
- Franz Overbecks Briefwechsel mit Paul de Lagarde. Hrsg. von Niklaus Peter und Andreas Urs Sommer. In: Zeitschrift für Neuere Theologiegeschichte 3, 1996, S. 127–171.